# Jayson Granger
Jayson Antonie Granger Amodio (Montevideo, 15. rujna 1989.) urugvajski je profesionalni košarkaš. Igra na poziciji razigravača, a trenutačno je član turskog kluba Anadolu Efes S.K.

## Karijera
Karijeru je započeo u omladinskom pogonu urugvajskog klubu Club Atlético Cordón. Potom odlazi u Španjolsku i postaje članom Estudiantesa. Najprije je igrao u njihovom omladinskom pogonu, a kasnije prešao u prvu momčad kluba. 11. studenog 2007.,  debitirao je u ACB ligi protiv Cajasola. Godine 2013. prelazi u Unicaju. Od 2015. igrač je turskog Anadolu Efesa S.K.

## Vanjske poveznice
- Profil na ACB.com
- Profil  Arhivirana inačica izvorne stranice od 19. lipnja 2009. (Wayback Machine) na DraftExpress.com
- Profil na NBADraft.net